# Răpiri stranii
Răpiri stranii (engleză: Strange Abductions) este al 51-lea episod (sezonul 5, episodul 4) al serialului de televiziune american Extratereștri antici (Ancient Aliens). Episodul a avut premiera la 22 februarie 2013 pe canalul History. În acest episod este dezvăluit că fenomenul de răpire extraterestră a avut loc de-a lungul întregii istorii umane, nu numai în timpurile moderne.

## Travis Walton
La începutul episodului este prezentat cazul lui Travis Walton care la 5 noiembrie 1975 ar fi fost răpit timp de 5 zile de un OZN din Pădurea Națională Apache-Sitgreaves din Arizona. Potrivit spuselor sale, a fost dus într-o cameră unde era înconjurat de mici creaturi care erau humanoide, dar „atât de neumani”.
Autoritățile americane au considerat că acest caz este doar o farsă.

## J. Allen Hynek
J. Allen Hynek, aflat în interiorul organizației proiectului Cartea Albastră, a creat un sistem
de clasificare științifică a întâlnirilor  cu extratereștrii. Conform cu sistemul de  clasificare al lui Hynek o Întâlnire de gradul întâi este descrisă ca atestând OZN-uri de până la 165 de metri. O întâlnire de gradul doi are loc atunci când un OZN lasă în urma să o urmă fizică a prezenței lui. Iar cele de gradul trei includ cazurile în care sunt văzuți ocupanții din OZN. Dr. J. Allen Hynek a inventat acești trei termeni care în mod esențial detaliază distanta persoanei fată de OZN și de natura experienței.
Întâlniri de gradul al patrulea sunt cele în care ocupanții navei iau la bord persoana care observă și, fie că aplică pe el unele proceduri experimentale fie că îl implantează. Întâlnirile de gradul al 5-lea sunt cele în care oamenii au o comunicare telepatică cu ocupanții navei, sau cu extratereștrii însăși.

## Enoh
În Cartea lui Enoh, autorul prezintă detaliat, la persoana I, întâlnirile sale extraordinare cu ființe din altă lume. Enoh a fost luat de pe Pământ de către Domnul într-un car de foc. Ei nu erau îngeri, ei nu erau zei, ei erau extratereștrii în carne și oase, care l-au luat de aici într-un fel de vehicul pentru a scrie "cunoștințele universului".

## Moise
Moise a fost răpit timp de 40 de zile, el dispărând pe Muntele Sinai înainte de a se întoarce cu cele 10 legi. Când profetul s-a întors înfățișarea sa este complet schimbată, fața sa devenise incandescentă și a trebuit efectiv să
se acopere pentru că oamenii se temeau de el.

## Ezechiel

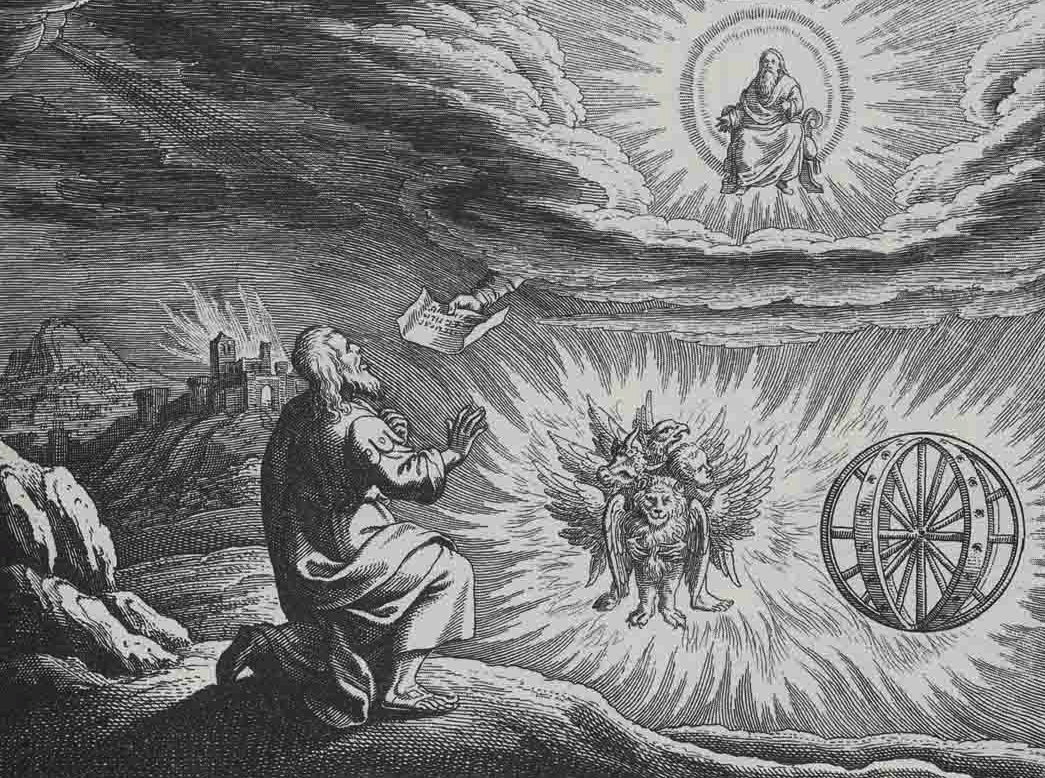
Răpirea lui Ezechiel de către un car ceresc

La 30 de ani, Ezechiel era pe malul râului Chebar în momentul în care o mare vijelie a venit către el.
El o descrie ca un foc care se înfășură în el singur si în afara focului avea culoarea chihlimbarului (cuvântul israelian ce însemnă "spectrul lustruit al metalului"). Din acel vârtej, care a aterizat în fata lui, au ieșit patru creaturi pe care le numește heruvimi, creaturi cu pielea ca bronzul lustruit.
Ezechiel spune că a fost luat sus în cer și dus în diferite locuri, unde el a putut să vadă diferite lucruri, apoi, lui i-s-au spus diferite lucruri din viitor care vor veni.

## Iona
Povestea lui Iona care a fost aruncat în mare și înghițit trei zile si trei nopți de un animal înainte de a fi aruncat la mal nevătămat este comparată cu numeroasele relatări ale unor OZN-uri care intră și ies din apă. În textele apocrife, putem citi că pielea și coastele acelei balene erau făcute din bronz lucitor. Ceea ce a descris Ioan era, de fapt, un tip de aparat mecanic, concluzionează producătorii episodului.

## Mohammed
Mohammed a fost răpit de către îngerul Gabriel și dus în paradis unde s-a întâlnit cu profeții Abraham, Moise, Iisus, YHWH, Allah și chiar cu Dumnezeu însuși.

## Triunghiul Bermudelor
Conform susținătorilor teoriei astronauților antici, acest loc care se întinde pe o zonă de peste 1.600.000 de km2, între Florida, Bermude și Porto Rico a fost și este gazda a numeroase fenomene fizice și metafizice neexplicate. Există energii stranii care pot să ajute în a explica de ce piloți, marinari și căpitani de vase au intrat în zonă și nu au mai fost văzuți și nu s-a mai auzit nimic de ei.

## Atlantida
Se pune întrebarea dacă  ruinele Atlantidei sunt cele care zac sub apele insulelor Bermude și Bimini.
Și dacă pot aceste ruine să ajute la explicarea dispariției si, posibil, a răpirilor asociate cu Triunghiul Bermudelor? Atlantida ar fi fost distrusă într-o singură zi și o noapte, ea dispărând complet. Este posibil ca locuitorii ei să fi fost toți răpiți în masă și să fi părăsit planeta? Este posibil ca Pământul să aibă vârtejuri de energie ascunse care să cauzeze dispariții inexplicabile.

## Concluzii de final
„Dovezile sugerează că există un tip de scenariu al răpirii care se continua până în zilele noastre. Există aici un soi de hibridizare sau o interacțiune între specii ? Este natural să luăm în considerare interesul nostru în biologia altor specii. Noi evident avem grădini zoologice, facem cercetări pe animale, facem aceasta pentru testarea medicamentelor.”
„Dar poate este ceva acolo, care a modelat evoluția umanoizilor, și noi suntem ultimul model. Poate că numeroasele cazuri de răpiri extraterestre, nu numai cele recente, ci din tot trecutul antic chiar furnizează evidența unei agende extraterestre, un plan nu numai să comunice cu noi, dar pentru ca noi să putem să comunicăm cu ei? Dacă este așa, care este mesajul ?”